# Bridgetown

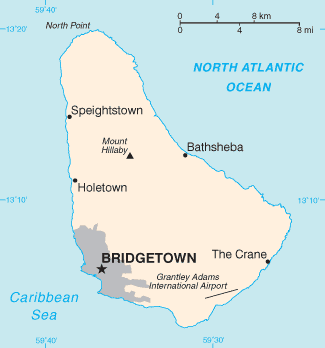
Localização de Bridgetown

Bridgetown (pronunciado em inglês: [ˈbɹɪdʒˌtaʊn]) é a capital de Barbados, ilha-estado localizada no sudeste do Mar do Caribe. Situa-se na ampla curva da Baía de Carlisle, no sudoeste da Ilha de Barbados, na paróquia de Saint Michael. Seu porto recebe dezenas de navios turísticos de cruzeiro de todo o mundo, ao longo do ano, como parada e conexão a outras ilhas caribenhas.
Bridgetown é o maior centro comercial de Barbados. Seu porto, além de ser utilizado pelos navios de cruzeiro, é por onde se escoa as exportações de açúcar, rum e melaço (principais produtos de Barbados).
Fundada em 1628 pelo Império Britânico batizada originalmente de Indian Bridge. Em 1660 passou a ser denominada de Cidade de Saint Michael, até o fim do Século XIX.
A cidade sofreu ao longo dos séculos, em diversas localidades, inúmeros incêndios que os dizimaram. Em 1854 sua população enfrentou uma epidemia de cólera que vitimou cerca de 20 mil pessoas.
O clima da cidade é tropical, sofrendo amenização da temperatura no inverno e aumento da temperatura no verão por influência de massas. A média anual é de 22,3º Celsius , a média do mês mais frio (janeiro) é de mínima de 21,0 °C e máxima de 28,0 °C e no verão a mínima média é de 22,7 °C e máxima média de 31,0 °C. A maior máxima registrada na ilha foi de 40,8 °C e a menor foi de 7,3 °C. A chuva é bem distribuída ao longo do ano, com uma precipitação média de 2,896 mm.
A população da cidade, de acordo com o censo de 1990, era de 6.720 habitantes. Em 2015 a estimativa que Bridgetown tenha uma população de 110.000 habitantes.

## Filha Ilustre
Bridgetown é a cidade natal da famosa cantora Rihanna.

## Geografia

### Clima
| Dados climatológicos para Bridgetown (Aeroporto Internacional Grantley Adams) 1981–2010, extremos 1944–presente | Dados climatológicos para Bridgetown (Aeroporto Internacional Grantley Adams) 1981–2010, extremos 1944–presente | Dados climatológicos para Bridgetown (Aeroporto Internacional Grantley Adams) 1981–2010, extremos 1944–presente | Dados climatológicos para Bridgetown (Aeroporto Internacional Grantley Adams) 1981–2010, extremos 1944–presente | Dados climatológicos para Bridgetown (Aeroporto Internacional Grantley Adams) 1981–2010, extremos 1944–presente | Dados climatológicos para Bridgetown (Aeroporto Internacional Grantley Adams) 1981–2010, extremos 1944–presente | Dados climatológicos para Bridgetown (Aeroporto Internacional Grantley Adams) 1981–2010, extremos 1944–presente | Dados climatológicos para Bridgetown (Aeroporto Internacional Grantley Adams) 1981–2010, extremos 1944–presente | Dados climatológicos para Bridgetown (Aeroporto Internacional Grantley Adams) 1981–2010, extremos 1944–presente | Dados climatológicos para Bridgetown (Aeroporto Internacional Grantley Adams) 1981–2010, extremos 1944–presente | Dados climatológicos para Bridgetown (Aeroporto Internacional Grantley Adams) 1981–2010, extremos 1944–presente | Dados climatológicos para Bridgetown (Aeroporto Internacional Grantley Adams) 1981–2010, extremos 1944–presente | Dados climatológicos para Bridgetown (Aeroporto Internacional Grantley Adams) 1981–2010, extremos 1944–presente | Dados climatológicos para Bridgetown (Aeroporto Internacional Grantley Adams) 1981–2010, extremos 1944–presente |
| Mês | Jan | Fev | Mar | Abr | Mai | Jun | Jul | Ago | Set | Out | Nov | Dez | Ano |
| --- | --- | --- | --- | --- | --- | --- | --- | --- | --- | --- | --- | --- | --- |
| Temperatura máxima recorde (°C)                                                                                 | 32,0 | 31,2 | 31,9 | 32,6 | 33,1 | 32,7 | 32,4 | 35,0 | 33,3 | 33,3 | 33,3 | 31,3 | 35,0 |
| Temperatura máxima média (°C)                                                                                   | 28,8 | 29,0 | 29,5 | 30,0 | 30,5 | 30,5 | 30,4 | 30,6 | 30,6 | 30,4 | 30,0 | 29,3 | 30,0 |
| Temperatura média (°C)                                                                                          | 25,8 | 25,7 | 26,2 | 26,8 | 27,6 | 27,7 | 27,6 | 27,8 | 27,7 | 27,5 | 27,0 | 26,4 | 27,0 |
| Temperatura mínima média (°C)                                                                                   | 22,9 | 22,8 | 23,2 | 24,1 | 24,9 | 25,1 | 24,9 | 24,7 | 24,6 | 24,5 | 24,2 | 23,6 | 24,1 |
| Temperatura mínima recorde (°C)                                                                                 | 16,0 | 16,0 | 16,0 | 19,0 | 19,4 | 20,0 | 19,3 | 19,1 | 20,6 | 20,6 | 18,0 | 17,4 | 16,0 |
| Precipitação (mm)                                                                                               | 70,1 | 41,3 | 37,4 | 60,8 | 79,0 | 103,0 | 132,9 | 141,9 | 157,6 | 185,1 | 171,6 | 89,6 | 1 270,3 |
| Dias com precipitação                                                                                           | 11 | 8 | 8 | 8 | 8 | 11 | 15 | 15 | 14 | 16 | 14 | 12 | 140 |
| Umidade relativa (%)                                                                                            | 77 | 77 | 75 | 77 | 78 | 80 | 81 | 81 | 81 | 82 | 83 | 79 | 79 |
| Dias de sol | 8,35 | 8,83 | 8,80 | 8,66 | 8,48 | 7,50 | 8,11 | 8,49 | 7,68 | 7,54 | 7,60 | 8,32 | 8,20 |
| Insolação (h)                                                                                                   | 258,85 | 249,45 | 272,80 | 259,80 | 262,88 | 225,00 | 251,41 | 263,19 | 230,40 | 233,74 | 228,00 | 257,92 | 2 993,44 |
| Fonte: Barbados Meteorological Services                                                                         | | | | | | | | | | | | | |